# Palau de Scone
El palau de Scone és un castell situat a Scone, a prop de Perth, a Escòcia, en el mateix lloc on abans s'hi aixecava l'abadia de Scone, on es coronaven els reis escocesos durant l'edat mitjana. Fou construït l'any 1808.

## Abadia de Scone
El palau de Scone s'aixeca en el mateix lloc en què, fins a principis del segle xix, s'aixecava l'abadia de Scone, lloc de coronació dels reis d'Escòcia i en què es conservava la pedra del Destí, sobre la qual tenia lloc la coronació. L'abadia fou construïda entre 1114 i 1122.
Amb el saqueig de la pedra del Destí l'any 1296 per part d'Eduard I d'Anglaterra, l'abadia anà perdent importància, fins que durant la Reforma religiosa d'Escòcia iniciada per John Knox fou transformada en propietat secular i atorgada al comte de Gowrie, primer, després al vescomte de Stormont i al comte de Mansfield més tard.
Actualment no en queda cap rastre de l'abadia.

## El palau actual
El palau de Scone, tal com es pot contemplar avui dia, fou construït el 1808 per ordre de David Murray, tercer comte de Mansfield, sota la direcció de l'arquitecte William Atkinson. La reconstrucció es portà a terme amb pedra arenosa i en estil gòtic georgià.
Actualment, el palau acull una important col·lecció de porcellanes, mobles i rellotges. Aquestes col·leccions són visitables, així com els jardins i una rèplica de la pedra del Destí en el mateix lloc en què es realitzaven les coronacions a l'edat mitjana.